# Dangé-Saint-Romain
Dangé-Saint-Romain là một xã, tọa lạc ở tỉnh Vienne trong vùng Nouvelle-Aquitaine, Pháp. Xã này có diện tích 34,99 km², dân số năm 2006 là 3120 người. Xã nằm ở khu vực có độ cao từ 37–127 m trên mực nước biển. Dân địa phương danh xưng tiếng Pháp là Dangéens.

## Biến động dân số
| Năm | 1962  | 1968  | 1975  | 1982  | 1990  | 1999  | 2006  |
| --- | ----- | ----- | ----- | ----- | ----- | ----- | ----- |
| Dân số | 1 594 | 2 018 | 2 530 | 2 839 | 3 150 | 3 135 | 3 120 |
| From the year 1962 on: No double counting—residents of multiple communes (e.g. students and military personnel) are counted only once. |       |       |       |       |       |       |       |